# Thecoscyphus zibrowii
Thecoscyphus zibrowii is een schijfkwal uit de familie Nausithoidae. De kwal komt uit het geslacht Thecoscyphus. Thecoscyphus zibrowii werd in 1984 voor het eerst wetenschappelijk beschreven door Werner. 